# Minlaba
Minlaba (ou Minlaaba) est une localité du Cameroun située dans le département du Nyong-et-So'o et la région du Centre, en pays Beti. Elle fait partie de l'arrondissement de Mengueme.

## Histoire
En 1912, sous l'occupation allemande, Minlaba accueille une mission catholique. Outre Minlaba proprement dit, la mission regroupait d'autres villages, tels que Mebomezoa, Mekamba et Nyemeyong.